# Рогов, Геннадий Александрович
Геннадий Александрович Рогов — советский и российский актёр и журналист.

## Биография
Родился 27 февраля 1953 года в Нижнем Тагиле.
Окончив среднюю школу и Свердловский театральный институт, служил в рядах советской армии на Дальнем Востоке, где попробовал себя в роли журналиста хабаровской армейской газеты.
Служил в театрах СССР и уже независимой России, работал на телевидении, профессионально занимался художественной фотографией. Обладатель звания «Ведущий мастер сцены», лауреат национальных и европейских театральных фестивалей. Автор ряда моноспектаклей, посвящённых Сергею Есенину, а также памяти Владимира Высоцкого — «Я, конечно, вернусь!», получившими международное признание, соавтор сценария и исполнитель
роли Сергея Есенина в телефильме «Чёрный человек» на ГТРК «Калуга».
С 1980-х годов печатался в отечественной прессе, где писал на темы искусства. Главный редактор еженедельника «Спортивная Москва», шеф-редактор в журнале «Чудеса и приключения», главный редактор журнала «Союз». В 2001 году назначен обозревателем журнала «Журналист», где
создал и вёл ряд авторских рубрик, позднее занимал должность заместителя генерального директора.
Награждён почётными грамотами и дипломами Министерства печати РФ, Союза журналистов Москвы и России, дипломами и сертификатами «Золотого фонда прессы». Первый заместитель генерального секретаря Профессионального союза журналистов России